# Forfængelighedens bål
Forfængelighedens bål er en amerikansk film fra 1990 af Brian De Palma.

## Medvirkende
- Tom Hanks som Sherman McCoy
- Bruce Willis som Peter Fallow
- Melanie Griffith som Maria Ruskin
- Kim Cattrall som Judy McCoy
- Saul Rubinek som Jed Kramer
- Morgan Freeman som Leonard White
- John Hancock som Reverend Bacon
- Kevin Dunn som Tom Killian
- Clifton James som Albert Fox